# 沃洛德米里夫卡 (納塔利內市鎮)
49°14′32″N 35°28′47″E / 49.24222°N 35.47972°E
沃洛德米里夫卡（烏克蘭語：Володимирівка）是位於烏克蘭東部的村莊，由哈爾科夫州别列斯京区的納塔利內市鎮負責管轄。該村始建於1756年，面積2.41平方公里，海拔高度139米，2001年人口378，人口密度每平方公里157.2人。